# Wilhelm Friedrich Schenck von Flechtingen
Wilhelm Friedrich Schenck von Flechtingen (* 29. November 1730 in Berlin; † 8. März 1811 ebenda) war ein preußischer Generalleutnant und Chef des Dragonerregiments Nr. 7.

## Leben

### Herkunft
Seine Eltern waren der Kommandeur der Gensdarmes, Oberst Kersten Friedrich Schenck von Flechtingen (1685–1762) und dessen Ehefrau Christiane Rudolfine, geborene von Hake († 1741) aus dem Hause Berge.

### Militärlaufbahn
Flechtingen kam 1749 als Gefreitenkorporal in das Dragonerregiment Nr. 3. Er wurde am 25. Juni 1751 zum Fähnrich und am 3. September 1754 zum Sekondeleutnant befördert. Während des Siebenjährigen Krieges nahm er an der Schlachten von Lobositz, Prag, Kolin, Roßbach, Kunersdorf und Reichenbach teil. Am 11. Oktober 1758 wurde er zum Premierleutnant befördert. 1760 wurde er zum Korps Württemberg abkommandiert. Wegen seines ausgezeichneten Verhaltens  wird er als Stabshauptmann in das Dragonerregiment Nr. 3 versetzt. Am 15. Juni 1772 wurde er dann Major und Eskadronchef. Während des Bayrischen Erbfolgekrieges erhält er für sein Verhalten bei Möckern den Orden Pour le Mérite. Am 24. Mai 1783 wurde er dann zum Oberstleutnant und am 23. Mai 1785 zum Oberst befördert.
Am 18. Mai 1790 wird der Kommandeur Johann Ernst von Zabeltitz nach Ostpreußen kommandiert und Flechtingen wurde sein Vertreter. Am 20. August 1790 wurde er dann zum Generalmajor ernannt und am 26. September 1790 wurde er Kommandeur des Dragonerregiments Nr. 3. Am 30. August 1791 wurde er Chef des Dragonerregiments Nr. 7 und Nachfolger seinen alten Vorgesetzten Zabeltitz. Etwas später am 1. Januar 1796 wurde er auch noch zum Generalleutnant mit Patent zum 6. Januar 1796 ernannt. Am 8. Juni 1802 erhielt er seine Demission und eine Pension von 2000 Talern. Er starb unverheiratet am 8. März 1811 in Berlin.

### Familie
Er hatte mit Eleonore Fritsche den Sohn Friedrich Wilhelm (1764–1835). Dieser wurde am 9. November 1788 legitimiert, später königlicher Oberforstmeister und heiratete Wilhelmine von Grolman (* 1789), eine Tochter des Geheimen Rates Heinrich Dietrich von Grolman. Der preußische Generalleutnant Hermann von Schenck war sein Enkel.